# Similicaudipteryx
Similicaudipteryx yixianensis
Genre
Espèce
Similicaudipteryx est un genre éteint de petits dinosaures théropodes du clade des Oviraptorosauria et de la famille des Caudipteridae.
Ce genre de dinosaures à plumes est représenté par une espèce unique, Similicaudipteryx yixianensis, dont les spécimens fossiles ont été découverts dans les formations géologiques de Jiufotang et d'Yixian datées de l'Aptien (Crétacé inférieur), dans la province de Liaoning, située dans le nord-est de la Chine,.

## Description
Similicaudipteryx est connu à partir de trois spécimens allant du juvénile à l'adulte,. C'est un oviraptorosaurien de petite taille, toutefois plus grand que Caudipteryx, membre du même groupe. Gregory Paul et Thomas Holtz estiment sa longueur à un peu moins d'un mètre et son poids à sept kilogrammes,.
Comme Caudipteryx, Similicaudipteryx a un museau court avec une mâchoire inférieure incurvée vers le bas. Ces bras sont relativement courts et il possède de longs membres inférieurs. Le pubis est exceptionnellement long par rapport à l'ilium. Similicaudipteryx diffère de ses parents par son pygostyle en forme de dague, composé des deux vertèbres caudales extrêmes, et par des caractéristiques uniques pour les vertèbres dorsales. Le seul autre oviraptorosaure ayant un pygostyle est Nomingia ; Tao He et ses collègues pensent que la présence d'un pygostyle chez Similicaudipteryx montre cette structure pouvait avoir évolué indépendamment chez les théropodes.
Le premier spécimen découvert n'a pas de trace de plumes, mais He et ses collègues ont émis l'hypothèse qu'elles devaient probablement être présentes, à partir de la présence du pygostyle, point d'attache des longues plumes de la queue — appelées rectrices — des oiseaux modernes. En 2010, deux nouveaux spécimens ont été décrits avec des traces de plumes conservées. Ces spécimens, tous deux juvéniles, l'un plus mature que l'autre, montrent que leur plumage est similaire à celui du proche parent Caudipteryx, avec de longues plumes symétriques à aubes sur la main et la queue, et le reste du corps recouvert de plumes plus simples et duveteuses.

## Classification
Similicaudipteryx a été classé dans la famille des Caudipteridae par les auteurs de sa description, sans qu'une analyse cladistique exacte de sa position soit effectuée. En 2014, lors de la description d'Anzu wylei, membre des Caenagnathoidea, l'analyse de M. C. Lamanna et de ses collègues a mené au cladogramme suivant montrant la place de Similicaudipteryx parmi les Oviraptorosauria et confirment son appartenance aux Caudipteridae :
|  | Similicaudipteryx yixianensis                                          |
|  |                                                                        |
|  | \| \| Caudipteryx zoui \| \| \| \| \| \| Caudipteryx dongi \| \| \| \| |
|  |                                                                        |
|  | Caudipteryx zoui                                                       |
|  |                                                                        |
|  | Caudipteryx dongi                                                      |
|  |                                                                        |

|  | Caudipteryx zoui  |
|  |                   |
|  | Caudipteryx dongi |
|  |                   |

|  | Avimimus portentosus |
|  |                      |
|  | Caenagnathoidea      |
|  |                      |

|  | Similicaudipteryx yixianensis                                          |
|  |                                                                        |
|  | \| \| Caudipteryx zoui \| \| \| \| \| \| Caudipteryx dongi \| \| \| \| |
|  |                                                                        |
|  | Caudipteryx zoui                                                       |
|  |                                                                        |
|  | Caudipteryx dongi                                                      |
|  |                                                                        |

|  | Caudipteryx zoui  |
|  |                   |
|  | Caudipteryx dongi |
|  |                   |

|  | Avimimus portentosus |
|  |                      |
|  | Caenagnathoidea      |
|  |                      |

|  | Similicaudipteryx yixianensis                                          |
|  |                                                                        |
|  | \| \| Caudipteryx zoui \| \| \| \| \| \| Caudipteryx dongi \| \| \| \| |
|  |                                                                        |
|  | Caudipteryx zoui                                                       |
|  |                                                                        |
|  | Caudipteryx dongi                                                      |
|  |                                                                        |

|  | Caudipteryx zoui  |
|  |                   |
|  | Caudipteryx dongi |
|  |                   |

|  | Avimimus portentosus |
|  |                      |
|  | Caenagnathoidea      |
|  |                      |

|  | Similicaudipteryx yixianensis                                          |
|  |                                                                        |
|  | \| \| Caudipteryx zoui \| \| \| \| \| \| Caudipteryx dongi \| \| \| \| |
|  |                                                                        |
|  | Caudipteryx zoui                                                       |
|  |                                                                        |
|  | Caudipteryx dongi                                                      |
|  |                                                                        |

|  | Caudipteryx zoui  |
|  |                   |
|  | Caudipteryx dongi |
|  |                   |

|  | Avimimus portentosus |
|  |                      |
|  | Caenagnathoidea      |
|  |                      |

Il a été synonymisé avec Incisivosaurus gauthieri par Funston (2020),. Mais ne semble pas avoir reçu d'acceptation.

## Découverte
Le spécimen IVPP V 12556 a été découvert dans la formation de Jiufotang, datée de l'Aptien (environ 120 millions d'années), sur le site de Xierhuqiao, dans le xian de Yi. Ce spécimen adulte a été identifié en 2008 par He Tao, Wang Xiao-lin et Zhou Zong-he, équipe de scientifiques de l'Institut de paléontologie des vertébrés et de paléoanthropologie (IVPP) de Pékin, comme appartenant à un genre nouveau de la famille des Caudipteridae, Similicaudipteryx, dont l'espèce type est Similicaudipteryx yixianensis. Cet holotype consiste en un squelette incomplet auquel il manque le crâne, l'avant du cou et les mains.
En 2010, deux spécimens supplémentaires ont été attribués au genre Similicaudipteryx. Les deux individus (STM4-1 et STM22-6) sont des juvéniles, le second (STM22-6) étant beaucoup plus grand que le premier. Ils proviennent de la formation d'Yixian, datée de l'Aptien inférieur (environ 124 millions d'années).

## Paléobiologie
La nature des plumes préservées sur les deux spécimens immatures de Similicaudipteryx de la formation d'Yixian paraît changer en fonction de l'âge, selon Xu Xing et ses collègues, auteurs de leur description. Le plus jeune spécimen possède des plumes primaires (celles implantées dans la main) relativement courtes par rapport à celles de la queue. Sur le spécimen de plus âgé, les rémiges primaires sont de la même longueur que les plumes de la queue, et les plumes secondaires (celles de la partie inférieure du bras) sont également présentes. Les rémiges primaires pourraient avoir grandi plus lentement que les plumes de la queue, n'atteignant une taille similaire qu'à la maturité de l'animal, et des plumes secondaires n'apparaissant qu'à un stade de maturité plus important. Ceci suggère que les plumes des ailes n'auraient eu que peu d'utilité pour les jeunes individus, ne se développant pleinement qu'avec la maturité de l'animal.
En outre, les plumes à ailettes du spécimen le plus jeune semblent ne pas avoir possédé de barbes, sauf à la pointe, au lieu de constituer une feuille solide. Xu et ses collègues ont interprété les différences marquées des plumes des deux spécimens comme essentiellement liées à l'âge. Ils ont émis l'hypothèse que les poussins de Similicaudipteryx auraient été recouverts de duvet à la naissance comme les oiseaux modernes. À mesure que l'animal avançait en âge, le duvet aurait été remplacé par des pennes à ailette sur les mains et la queue, mais en forme de ruban et primitives dans leur forme, semblables aux plumes de la queue de Confuciusornis, d'Epidexipteryx et de certains énantiornithes. Ces plumes seraient tombées lors de mues quand l'animal devenait plus âgé, et auraient été remplacées par des plumes à barbe de style plus moderne.
Cependant Richard Prum, ornithologue au muséum d'histoire naturelle Peabody de l'université Yale, a contesté cette interprétation des plumes dans une publication dans la revue Nature en novembre 2010. Prum a noté que la structure apparemment en forme de ruban des plumes des individus juvéniles étaient compatibles avec les pennes au milieu de la mue. Chez les oiseaux modernes, de nouvelles plumes à ailettes émergent du follicule de la plume qui est enfermé dans un tube solide recouvert de kératine. Habituellement, l'extrémité de ce tube tombera la première, laissant une structure identique à celle observée dans les fossiles de Similicaudipteryx. Plus tard, le reste de la gaine disparaît lorsque l'ensemble de la plume s'est complètement développé. Prum a également noté, de même que Xu et son équipe, que la structure des plumes de Similicaudipteryx est fondamentalement différente des autres oiseaux préhistoriques possédant des plumes de la queue en forme de ruban. Dans ces autres espèces, la portion en forme de ruban est formée à partir d'un rachis aplati et élargi, avec les barbes se développant à l'extrémité. Toutefois pour Similicaudipteryx, la partie en forme de « ruban »  est de la même largeur que l'extrémité à ailettes. Ceci est cohérent avec ce qui est observé dans les plumes lors de la mue. Prum a conclu que, plutôt que de représenter un exemple de plumes changeant de forme lors d'avancement en âge de l'animal, ce spécimen montre la première preuve fossile connue de mue des plumes.
Prum a également noté que chez les oiseaux modernes, les plumes de la queue muent par étapes successives et non simultanément comme pour Similicaudipteryx. Cependant, la mue des oiseaux modernes s'effectue ainsi parce que ceux-ci ont besoin de conserver leur capacité de voler pendant la mue. Pour les lignées antérieures à l'avènement du vol, comme Similicaudipteryx, cela n'aurait pas été un problème, et toutes les plumes caudales et des ailes de ces théropodes à plumes primitifs pourraient avoir mué en même temps.